# Galeria Sławy szwedzkiego hokeja na lodzie
Galeria Sławy szwedzkiego hokeja na lodzie (szw. Svensk ishockeys Hockey Hall of Fame) – narodowa galeria sławy w hokeju na lodzie w Szwecji.
Została założona 13 grudnia 2011 roku celem upamiętnienia zasłużonych szwedzkich zawodników, trenerów, sędziów i działaczy hokejowych. 

## Lista uhonorowanych
(na podstawie materiału źródłowego)
| - 1. Sven Tumba - 2. Lars Björn - 3. Börje Salming - 4. Anders Hedberg - 5. Håkan Loob - 6. Ulf Sterner - 7. Leif Holmqvist - 8. Roland Stoltz - 9. Nils Nilsson - 10. Mats Näslund - 11. Peter Lindmark - 12. Raoul Le Mat - 13. Carl Abrahamsson - 14. Sigfrid Öberg - 15. Anton Johanson - 16. Arne Johansson - 17. Kurt Kjellström - 18. Hans Georgii - 19. Gustaf Johansson - 20. Lennart Svedberg - 21. Nils Molander |  | - 22. Einar Lundell - 23. Ragnar Backström - 24. Helge Berglund - 25. Åke Andersson - 26. Folke Jansson - 27. Erik Burman - 28. Rudolf Eklöw - 29. Lars-Erik Sjöberg - 30. Arne Strömberg - 31. Thord Flodqvist - 32. Birger Holmqvist - 33. Anders Andersson - 34. Herman Carlson - 35. Erik Johansson - 36. Axel Sandö - 37. Sven Bergqvist - 38. Ove Dahlberg - 39. Gösta Johansson - 40. Gösta Ahlin - 41. Stig-Göran Johansson - 42. Sven Thunman |  | - 43. Holger Nurmela - 44. Sigurd Bröms - 45. Hans Mild - 46. Hans Öberg - 47. Åke Lassas - 48. Håkan Wickberg - 49. Ronald Pettersson - 50. Lennart Johansson - 51. Eilert Määttä - 52. Lars-Eric Lundvall - 53. Kjell Svensson - 54. Bert-Olov Nordlander - 55. Bo Tovland - 56. Jörgen Jönsson - 57. Tomas Sandström - 58. Tomas Jonsso - 59. Tommy Salo - 60. Bengt-Åke Gustafsson - 61. Kent Nilsson |